# Света Богородица Сумела
„Света Богородица Сумела“ (на гръцки: Παναγία Σουμελά, на понтийски: Παναΐα Σουμελά, на турски: Sümela Manastırı) е православен манастир във вилает Трабзон, Турция. Манастирът е място с голямо историческо и културно значение, както и основна туристическа атракция в националния парк Алтъндере и едно от най-важните исторически и туристически места във вилает Трабзон.

## Местоположение
Манастирът се намира в планината Карадаг (на гръцки Мела) в Понтийските планини, в долината Мачка, на 46 km от град Трабзон (Трапезунд). Вграден е в стръмна скала, на надморска височина от около 1200 m, с изглед към долината Алтъндере.

## Етимология на името =
Името на манастира идва от гръцки език – Παναγία Σου Μελά, тоест Богородица от Мела. Според друга хипотеза името на манастира идва от лазки език – სუმელა [сумела], което означава Света Троица.

## История
По официални данни, манастирът е основан около 386 година по времето на император Теодосий I (375 – 395). Основан е от двама атински монаси – Варнава и Софроний. Става известен с чудотворната икона Света Богородица Скоропослушница, за която се твърди, че е нарисувана от евангелиста Лука. Тя е намерена в една пещера и двамата монаси решават да построят църква на мястото. Пещерата днес е в центъра на манастира.
По време на дългата си история манастирът няколко пъти е пропадал и е възстановяван от различни императори. През VI век е възстановен и разширен от византийския военачалник Велизарий по заповед на император Юстиниан I.
Сегашният си вид придобива през XIII век по време на Трапезундската империя. Императорите Василий и Йоан II даряват богато манастира, а по време на управлението на Алексий III (1349 – 1390) Сумела получава най-важните си придобивки: според легендата младият Алексий е спасен от буря от Света Богородица, и му е поръчано от нея да възстанови манастира. В 1365 година манастирът получава автономия и е освободен от данъци. Следващите владетели също правят богати императорски дарения.
След завладяването на Трапезундската империя от османския султан Мехмед II през 1461 година, манастирът получава защитата на султана, права и привилегии, които са подновени от следващите султани. Манастирът остава популярна дестинация за монаси и пътешественици през годините. През XVII век в манастира се помещава Трапезундското фрондистирио, известна в района гръцка образователна институция.
През 1923 година Османската империя се разпада и след Гръцко-турската война манастирът Сумела е изоставен поради обмена на население между Гърция и Турция съгласно Договора от Лозана.
Изселилите се в Гърция монаси основават през 1930 година в склоновете на планината Каракамен, близо до град Бер, нов манастир, който наричат със същото име „Света Богородица Сумела“. Някои от съкровищата от стария манастир, включително чудотворната икона на Света Богородица Скоропослушница, са пренесени в новия.
През 1930 година дървените части на манастира Сумела са запалени мюсюлмани и изгарят, а в следващите години търсачи на съкровища и вандали повреждат останалите части на манастира.
Заради развитието на туризма, турското правителство финансира обстойни възстановителни работи.
На 15 август 2010 година за патронния празник на обителта в манастирския комплекс е отслужена православна божествена литургия от патриарх Вартоломей I Константинополски в присъствието на около 4000 туристи от чужбина.
Поради увеличаването на паданията на хора от скалите, на 22 септември 2015 година манастирът е затворен за обществеността от съображения за безопасност в продължение на една година за разрешаване на проблема, а по-късно ограничението е удължено до три години. Отново е отворен за туристи на 25 май 2019 година.

## Сгради
Основните елементи на манастирския комплекс са Скалната църква, няколко параклиса, кухни, стаи за послушници, къща за гости, библиотека и свещен извор, почитан от източноправославните християни.
Големият акведукт на входа, който е доставял вода на манастира, е изграден до страната на скалата. Акведуктът има много арки, които най-вече са реставрирани. Входът на манастира води по дълга и тясна стълба. Оттам стълбите водят надолу към вътрешния двор. Вляво, пред пещера, има няколко манастирски сгради. Пещерата, превърната в църква, представлява центърът на манастира. Библиотеката е вдясно.
Голямата сграда с балкон в предната част на скалата е била използвана за килиите на монасите и за настаняване на гости.
Вътрешната и външната стена на Скалната църква и стените на съседния параклис са украсени със стенописи. Стенописи от епохата на Алексий III от Трапезунд се нареждат по вътрешната стена на Скалната църква. Стенописите на параклиса, които са рисувани на три нива в три различни периода, и са датирани в началото на 18 век. Повечето стенописи са сериозно повредени поради вандализъм, но има и запазени части (дълго време покрити с вар). Основната им тема са библейски сцени, разказващи историята на Христос и Света Богородица.
По време на възстановителните работи 2015 – 2017 година е открит таен тунел, който води до място, което се смята, че е служило като храм или параклис за християните. Също така с открити стенописи, изобразяващи рая и ада, както и живота и смъртта.